# 요시나가 히로시
요시나가 히로시(일본어: 吉永 大志, 1996년 10월 14일~)는 일본의 축구 선수이다.

## 구단 경력
그는 2019년 J3리그의 후쿠시마 유나이티드 FC에 입단했다.